# دوري بوركينا فاسو الممتاز 2011–12
دوري بوركينا فاسو الممتاز 2011–12 هو موسم من دوري بوركينا فاسو الممتاز. فاز فيه أسفا ينينغا.